# Gordijnzwam
Gordijnzwam (Cortinarius) is een geslacht van paddenstoelen in de familie Cortinariaceae. Vermoed wordt dat het het grootste geslacht binnen plaatjeszwammen is, met meer dan 2.000 wijdverspreide soorten. Met ongeveer 300 soorten zijn de gordijnzwammen het meeste soortenrijke paddenstoelengeslacht van Nederland en België.
Een gemeenschappelijk kenmerk van alle soorten in het geslacht Cortinarius is dat jonge exemplaren een gordijn hebben tussen de hoed en de steel. De naam van het geslacht is afgeleid van het Latijnse cortina, wat gordijn betekent. De meeste vezels van het gordijn zijn vluchtig en zullen geen spoor achterlaten als ze eenmaal verdwenen zijn, met uitzondering van beperkte restanten op de steel of de rand van de hoed bij sommige soorten. Alle soorten van dit geslacht hebben een roestbruine sporenprint.
Niet-deskundige consumptie van paddenstoelen van het geslacht wordt afgeraden, vanwege de toxiciteit van verschillende soorten (zoals Cortinarius orellanus ) en het feit dat het moeilijk is om onderscheid te maken tussen verschillende soorten van het geslacht.

## Onderscheidende kenmerken
Het gordijn beschermt de lamellen bij jongere exemplaren en verdwijnt meestal, deze laat weinig tot geen spoor van zichzelf achter naarmate de paddenstoel groeit. De sporenprint van een gordijnzwam heeft een roestbruine tot bruinrode van kleur. Het is meestal mogelijk om te bepalen tot welk geslacht een paddenstoel behoort, maar het is buitengewoon moeilijk om de soort te identificeren, aangezien veel van de soorten bijna identiek zijn. Alle paddenstoelen in dit geslacht vormen mycorrhizae. Veel paddenstoelen in het geslacht, bijvoorbeeld Cortinarius sanguineus en andere soorten in sectie Dermocybe, zijn kleurrijk en worden vaak gebruikt om te verven.
Voor het op naam brengen van gordijnzwammen is nodig:
- hoed droog of slijmig, glad op pluizig en kleur
- hoed hygrofaan of niet, rand gestreept of niet en de aanwezigheid van velumresten
- kleur van lamellen bij jonge vruchtlichamen
- steel droog of slijmig, aanwezigheid van knol of velumresten
- geur - bij een aantal soorten van belang
- smaak - bij een aantal soorten is de smaak bitter
- standplaat - waardplant en soort grond

## Toxiciteit
Veel Cortinarius-soorten kunnen worden aangezien voor andere eetbare paddenstoelen (zoals de Blewit-paddenstoel) en moeten daarom uitgebreid worden onderzocht voordat ze worden gegeten. Sommige soorten (Cortinarius praestans en Cortinarius caperatus) zijn eetbaar en worden in verschillende Europese landen gewaardeerd. Verschillende paddenstoelen van het geslacht Cortinarius zijn giftig, omdat ze onder andere acute tubulo-interstitiële nefritis veroorzaken. Daarom is het verstandig paddenstoelen van dit geslacht niet te eten. Het gif in Cortinarius- soorten, orellanine, is gemakkelijk te detecteren omdat het fluorescerend is. Het is gevonden in ten minste 34 Cortinariaceae.

## Classificatie
Moleculaire studies van leden van het geslacht Rozites, waaronder R. caperata, hebben laten zien dat ze behoren tot het geslacht Cortinarius. Dit geslacht is opgericht op basis van een dubbele sluier, maar de leden vormen geen afzonderlijke afstamming en vallen nog onder Cortinarius. Daarom wordt het geslacht niet meer erkend.
Sommigen beschouwen het ondergeslacht Dermocybe als een op zichzelf staand geslacht. Het vormt wel een enkele afstamming, maar deze ligt binnen het geslacht Cortinarius. Er is besloten dat Dermocybe een onderdeel is van het grotere geslacht Cortinarius.

## Geselecteerde soorten
- Cortinarius austrovenetus - ook bekend als Dermocybe austroveneta of groene huidkop is een Australische schimmel die typisch is voor het felgekleurde subgenus Dermocybe.
- Cortinarius caperatus, de "zigeunerpaddenstoel", is een eetbare paddenstoel die voorkomt in de noordelijke regio's van Europa en Noord-Amerika.
- Cortinarius orellanus en C. rubellus zijn twee van de dodelijke gordijnzwammen die in Europa en Noord-Amerika voorkomen.